# Akqi

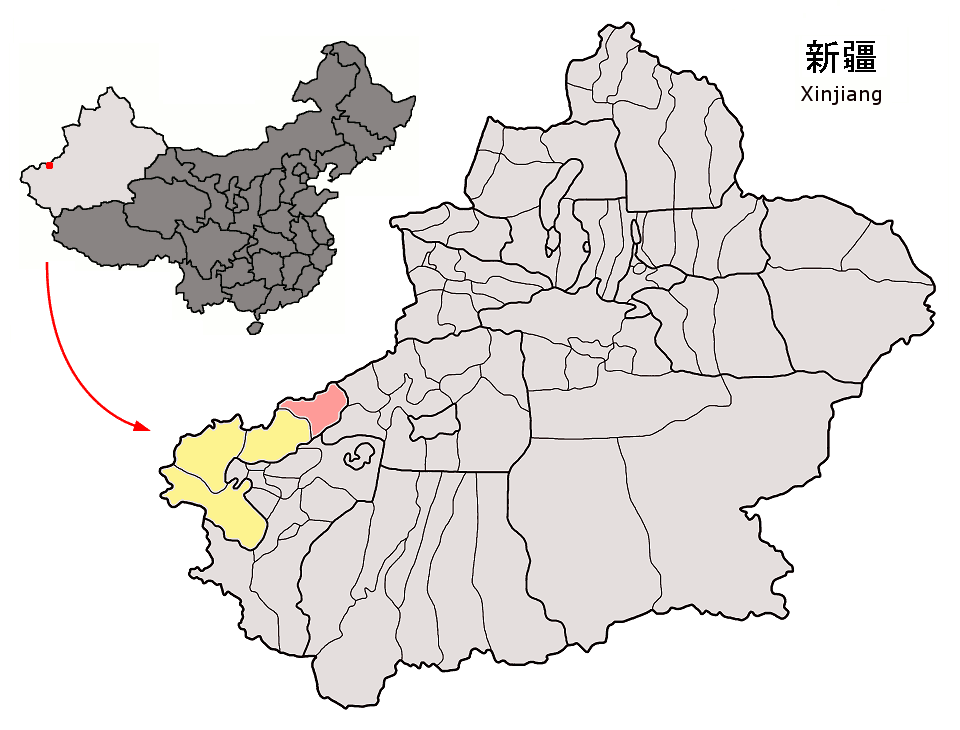
Lage von Akqi (rosa) im Kirgisischen Autonomen Bezirk Kizilsu (gelb)

Der Kreis Akqi (chinesisch 阿合奇县, Pinyin Āhéqí Xiàn, uigurisch ئاقچى ناھىيىسى Aⱪqi Naⱨiyisi, kirgisisch Акчий ооданы) ist ein Kreis des Kirgisischen Autonomen Bezirks Kizilsu im Nordwesten des Uigurischen Autonomen Gebietes Xinjiang in der Volksrepublik China. Die Fläche beträgt 11.545 Quadratkilometer und die Einwohnerzahl 38.876 (Stand: Zensus 2010).